# Mas Miquelet (Oristà)
Mas Miquelet és una casa d'Oristà (Lluçanès) inclosa a l'Inventari del Patrimoni Arquitectònic de Catalunya.

## Descripció
Edifici de planta rectangular formada per planta baixa i dos pisos, coberta a doble vessant amb caiguda a la façana principal.
Els murs estan construïts amb pedres irregulars i morter, actualment restaurat amb ciment.
S'ha conservat la distribució original, amb una sala central que funciona com a distribuidor per les diverses habitacions.
A l'interior es conserva la tina que es feia servir per a magatzem d'aigua. Totes les finestres i la porta estan emmarcades per pedra tallada i llindes. La de la porta conté inscrita la data de 1691 i Miquel Aulina.
Pou
Construït amb parament de pedres irregulars i molt morter. De planta circular situada en un terreny amb molt desnivell, cosa que fa que per la part del brocal hi hagi només un parell de metres de construcció, però que per la part del darrere hi hagi més de tres metres de cilindre fet de pedra. Actualment es troba arreglat pels amos de la casa, que hi ha posat una reixa i una corriola amb decoració.
Sembla ser ce construcció contemporània a la casa.

## Història
Del nom de la inscripció de la llinda de la porta prové el diminutiu de Miquelet, que dona nom a la casa. A l'interior de la sala hi ha una altra data: 1716. A una de les llindes del primer pis apareix 1787.